# أولاد عمارة (تادرت)
أولاد عمارة هي إحدى مشيخات المملكة المغربية، تتبع جغرافيا لإقليم جرسيف وإداريًا لتادرت. يقدر عدد سكانها بـ 722 نسمة حسب الإحصاء الرسمي للسكان والسكنى لسنة 2004.